# Leśniowice (Chełm)
Pour les articles homonymes, voir Leśniowice.
Leśniowice (prononciation : [lɛɕɲɔˈvit͡sɛ]) est un village polonais de la gmina de Leśniowice dans le powiat de Chełm de la voïvodie de Lublin dans l'est de la Pologne, à la frontière avec l'Ukraine.
Le village est le siège administratif (chef-lieu) de la gmina appelée gmina de Leśniowice.
Il se situe à environ 19 kilomètres au sud de Chełm (siège du powiat) et 71 kilomètres au sud-est de Lublin (capitale de la voïvodie).
Le village compte approximativement une population de 358 habitants en 2008.

## Histoire
De 1975 à 1998, le village est attaché administrativement à la voïvodie de Chełm.

Depuis 1999, il fait partie de la voïvodie de Lublin.